# Pellenes dilutus
Pellenes dilutus är en spindelart som beskrevs av Dmitri Viktorovich Logunov 1995. Pellenes dilutus ingår i släktet Pellenes och familjen hoppspindlar. Inga underarter finns listade i Catalogue of Life.